# Großbadegast
Großbadegast is een plaats en voormalige gemeente in de Duitse deelstaat Saksen-Anhalt, en maakt deel uit van de Landkreis Anhalt-Bitterfeld.

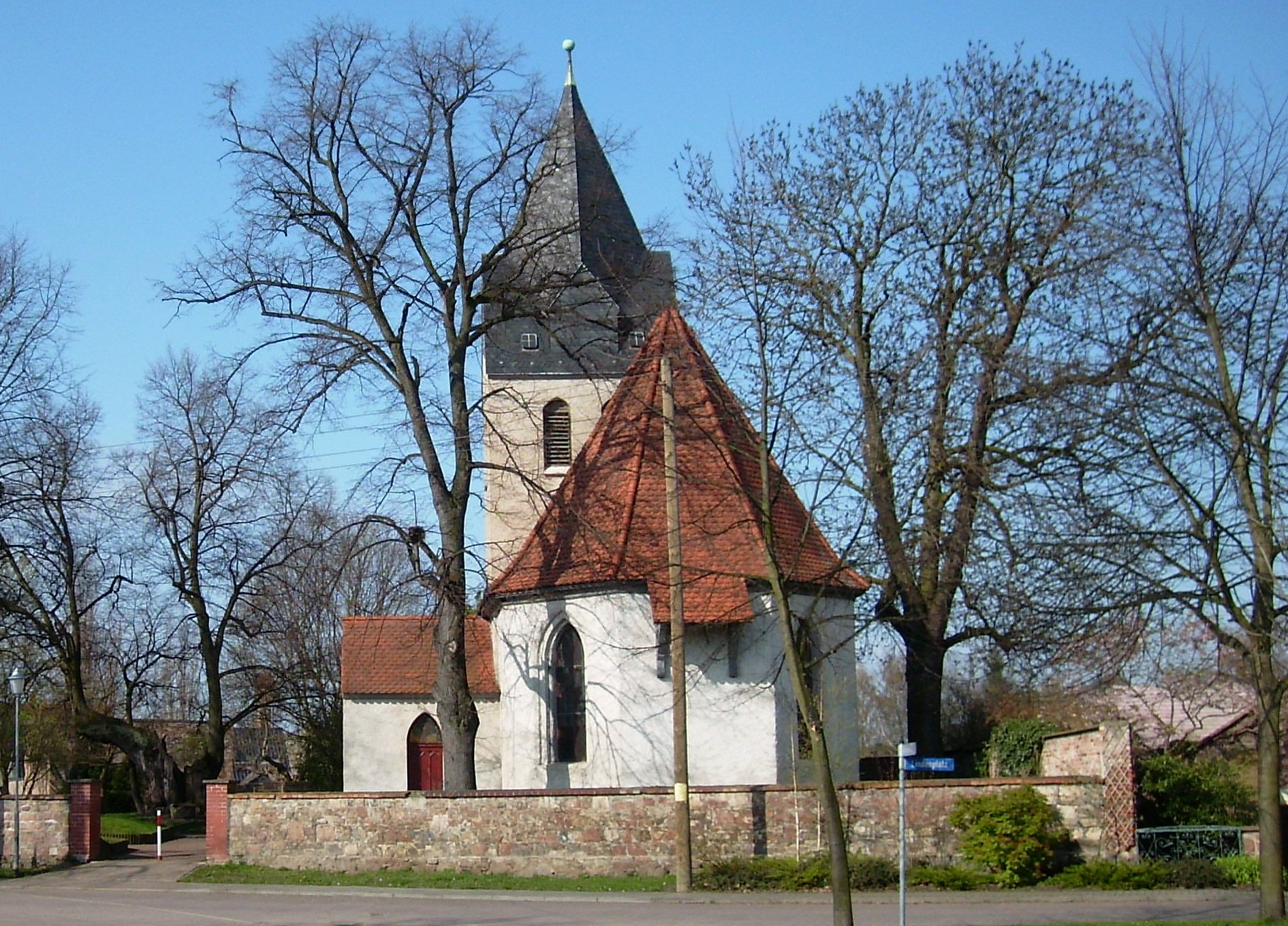
Kerk van Großbadegast

Großbadegast telt 694 inwoners.